# Lazhar Karoui Chebbi
Lazhar Karoui Chebbi (arabisch الأزهر القروي الشابي, DMG al-Azhar al-Qarawī aš-Šābbī; * 7. Oktober 1927 in Tozeur) ist ein tunesischer Politiker. Er wurde am 17. Januar 2011 Justizminister seines Landes in der Übergangsregierung Tunesiens. Er studierte Rechtswissenschaften an der Universität Ez-Zitouna.